# Majorna
Majorna uttal (fil) är en stadsdel och ett primärområde i stadsområde Centrum i Göteborgs kommun, beläget i västra Göteborg. 

## Utbredning
Historiskt bestod Majorna av fyra stadsdelar: Majornas 1:a, 2:a, 3:e och 4:e rote med stadsdelsnummer 20, 21, 22 och 23. Det förekommer även vidare definitioner av Majorna bland annat i den äldre roteindelningen i vilken Majorna även innefattar Kungsladugård, Sandarna, Kungssten, Sjöbergen och Klippan. Även Västra kyrkogården och Röda sten räknas enligt denna definition som Majorna. Detta är också det område som innefattas av Carl Johans församling. Historiskt utgjorde Masthugget, Olivedal och Kommendantsängen också rotar i Majorna.

## Beskrivning

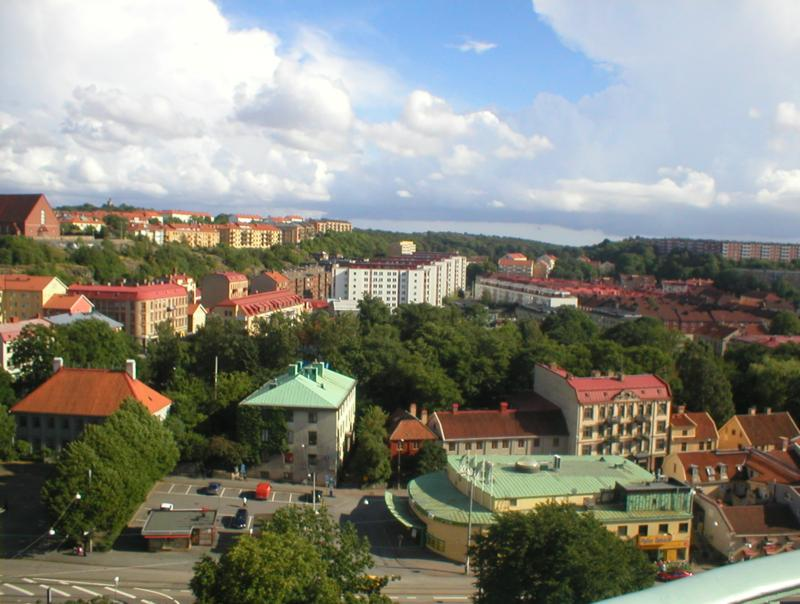
Vy över nordöstra Majorna med Stigbergstorget
och före detta biografen Kaparen rakt nedanför samt Gathenhielmska huset till vänster med skuret tak. Direkt till höger om detta hus låg tidigare det så kallade Skandalhuset (se: Biografer i artikeln).

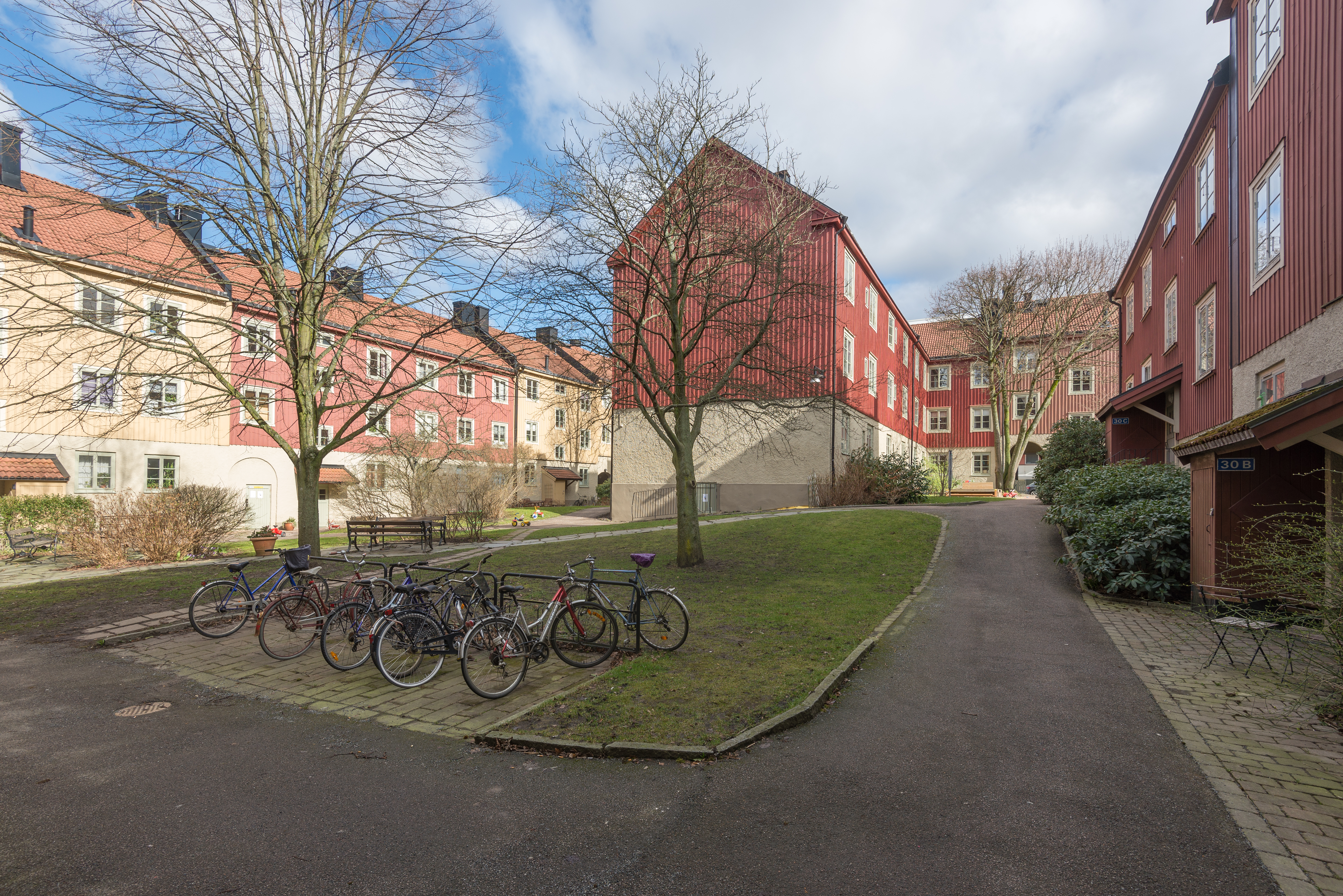
Innergård i kvarteret Pallas.

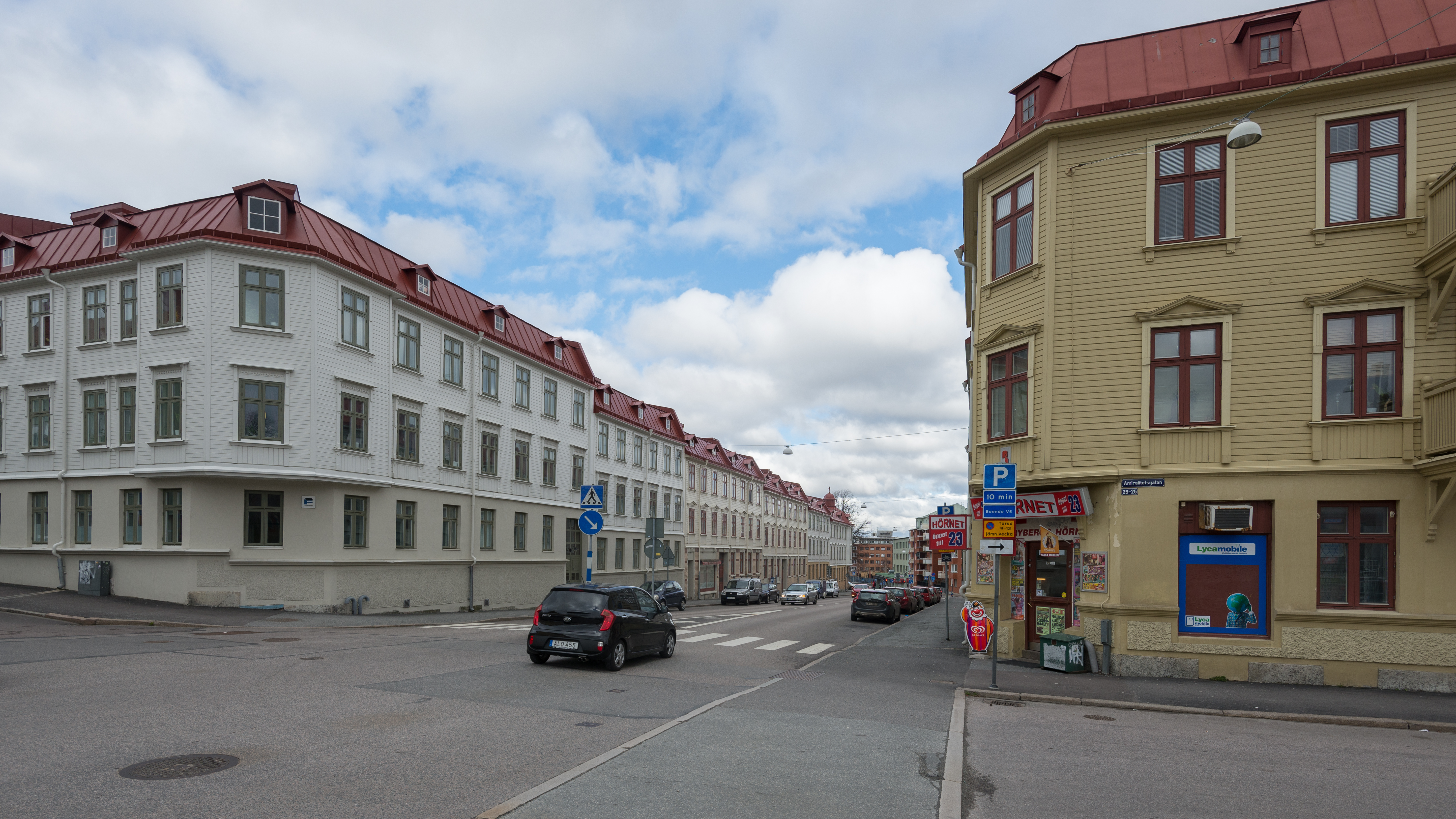
Såggatan med äldre landshövdingehusbebyggelse på båda sidorna.

Stadsdelen består till största delen av bostadskvarter men vid hamnen och dess närhet finns en del utpräglade kontors- och näringsverksamheter. Området längs hamnen är drygt hundra meter brett och avskärmas från resten av Majorna genom Oscarsleden. Området mellan Oscarsleden och älven utgör på så sätt ett sammanhängande område längs hela södra älvstranden som har mer gemensamt med hamnen än med Majorna. Från öster ligger först Masthuggskajen med Stena Lines Danmarksterminal, Stigbergskajen varifrån Amerikabåtarna avgick förr, Göteborgs fiskhamn, Majnabbehamnen med Stena Lines Tysklandsterminal och sedan Klippan.
Ett kvarter innanför Oscarsleden går Karl Johansgatan där mycket av Majornas näringsverksamhet finns samlad. Karl Johansgatan har sitt ursprung i den gamla vägen Allmänna Vägen, som går mellan Älvsborgs slott och Göteborg. 
En del av sträckningen genom Majorna kallas för Hängmattan då den går i en sänka från Stigbergstorget i öster ner till Kaptensgatan och sedan upp igen vid Carl Johans kyrka i väster. I Hängmattan går spårvägen från centrum och västerut. Två ordinarie linjer går där men även vagnar som skall till eller skall sättas ut i trafik från Vagnhallen Majorna. Spårvägen förgrenar sig vid Stigbergstorget, så att det förutom i Karl Johansgatan även finns en linje som går söderut i Bangatan förbi Majvallen, vidare på Ekedalsgatan till Kungsladugård. Bangatan anses vara gränsen mellan Majorna och Masthugget. I mitten av 1800-talet omfattade Majorna även delar av det som idag räknas till Masthugget och Annedal.
Innanför Karl Johansgatan sprider sig bostadskvarteren längs de sluttande sidorna upp mot de omgivande åsarna: Stigberget i öster som övergår i Slottsskogen; Godhemsberget i söder och Gråberget i väster.
Delar av Majorna är klassade som att vara av riksintresse enligt Naturresurslagen. Riksintresset omfattar delar av Majornas 1:a–4:e rote – i princip området mellan Stigbergets fot i öster och Majbergets krön i väster. 
Motivering för detta lyder: "Området är en social- och byggnadshistoriskt intressant miljö med inslag från flera epoker i Göteborgs utveckling. Trakten av Allmänna Vägen–Djurgårdsgatan–Kommendörsgatan har en samlad bebyggelsemiljö med trähus från tiden före 1850 – den bäst bevarade i Göteborg – och landshövdingehus från perioden 1880–1915. Den sista bevarade terrassgården med omslutande landshövdingehus från sekelskiftet – tidigare vanlig i Olivedal och Stigberget – finns vid Oljekvarnsgatan. Såggatan är det sista återstående gatustråket i staden med homogen äldre landshövdingehusbebyggelse på båda sidor. Karl Johans torg med bollplanen är en märklig platsbildning som omges av monumentalt utformad bebyggelse i sten och trä. Djurgårdsskolan med sin lantliga karaktär och den arkitektoniskt högklassiga Karl Johansskolan är särskilt intressanta allmänna byggnader".
Göteborgs stads bostadsaktiebolag byggde 301 lägenheter 1963–1966 i 14:e kvarteret Majviken, avgränsat av Oscarsleden-Carl Johans kyrka-Karl Johansgatan och Kusttorget.

## Namnet
Majorna omnämns den 30 september 1652 för första gången i en offentlig handling i ett brev från krigskollegium till Kungl. Maj:t i samband med en enkel bebyggelse strax öster om Älvsborgs slott; "Hakelwerket eller Mayerne." Men redan 1637 förekommer det något oklara namnet "Magere". På en karta av Kiettel Klasson från 1655 omnämns husen vid nuvarande Jaegerdorffsplatsen som "Majerne".De först omtalade bosättare som byggde sina hus här var finska sjömän och estniska soldater, och deras ord i singularisform för "koja, litet hus, logi, härbärge" även "av småfolk bebodd förstad" är "maja", vilket genom den svenska pluraländelsen ombildats till "Majorna". Ordet förekommer även som lånord i svenska (exempelvis "bajamaja") och i finlandssvenska (exempelvis "fiskaremaja"). Andra förekommande varianter är Mayer, Mayerne, Mayorne, Maijorna och Majera.
Professor Hjalmar Lindroth ger följande förklaring till namnet: "Mayer eller Hakelwerk var en bebyggd ort i viss mån knuten till Älvsborgs slott. Hakelwerk är lågtyska och betyder 'liten by i beskydd av borg'. Maja är den estniska/finska benämningen för koja. Majorna blev beteckningen för kojorna vid hakelverket. Hakelverket kom till stånd under omfattande nybyggnader och reparationer av Älvsborgs gamla fäste. Ett arbete som bland annat utfördes av arbetare från Estland och Finland."
Fler uttolkningar är: sanka ängsmarker efter ordet maderna, inseglingsmärke efter uttrycket ta maj eller mej eller som Älvsborgs fästnings och Älvsborgs Kungsladugårds avskrädesplats efter ordet mag eller mög. År 1652 fanns det sammanlagt 18 personer mantalsskrivna i Majorna, varav 11 var män med yrken som: timmerman, skräddare, bösseskyttar och en kock.

## Historia

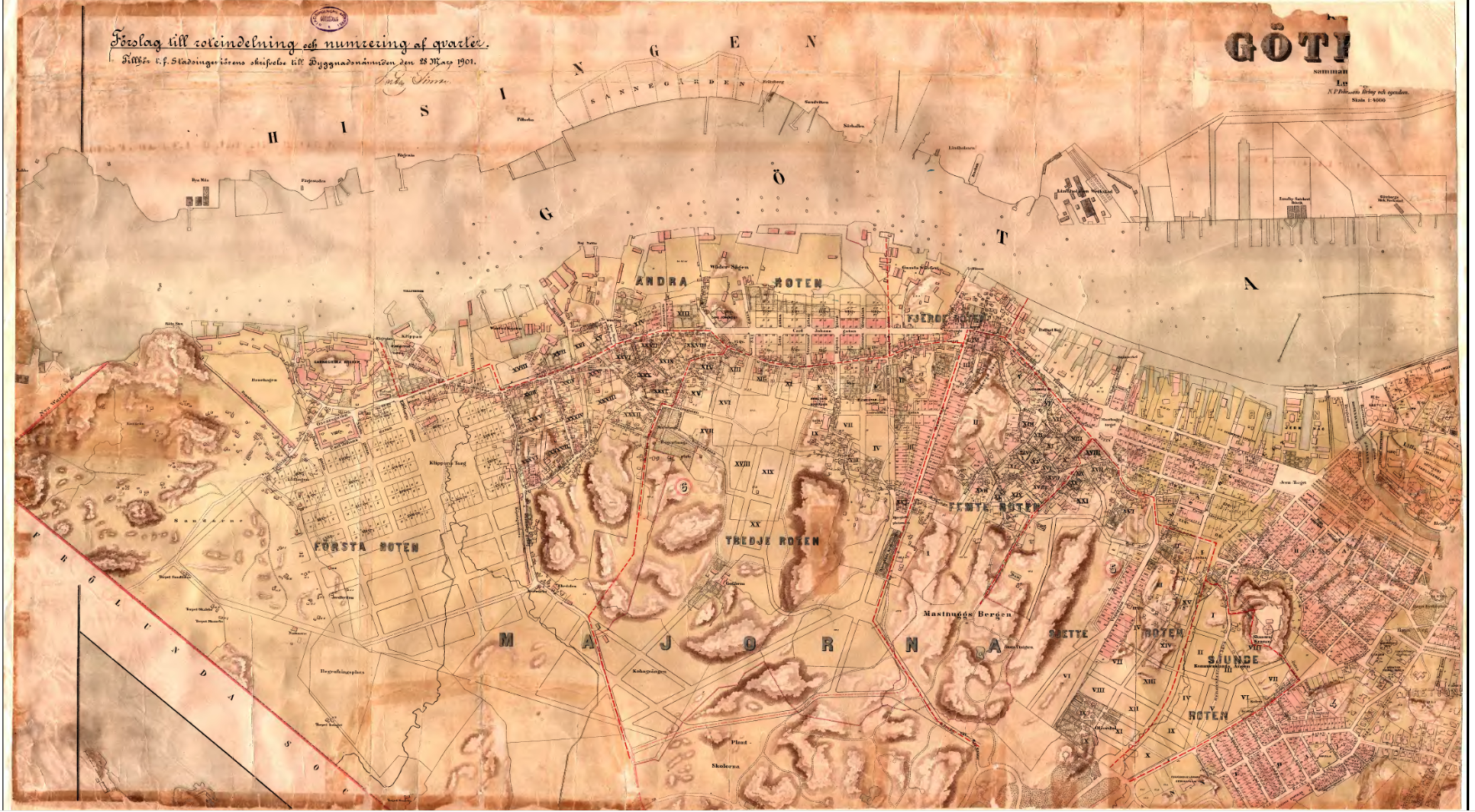
Roteindelning av Majorna på en karta från 1901. Observera att bl.a. Masthugget och Olivedal var en del av Majorna och att Sandarna och Sjöbergen är rote nr 1.

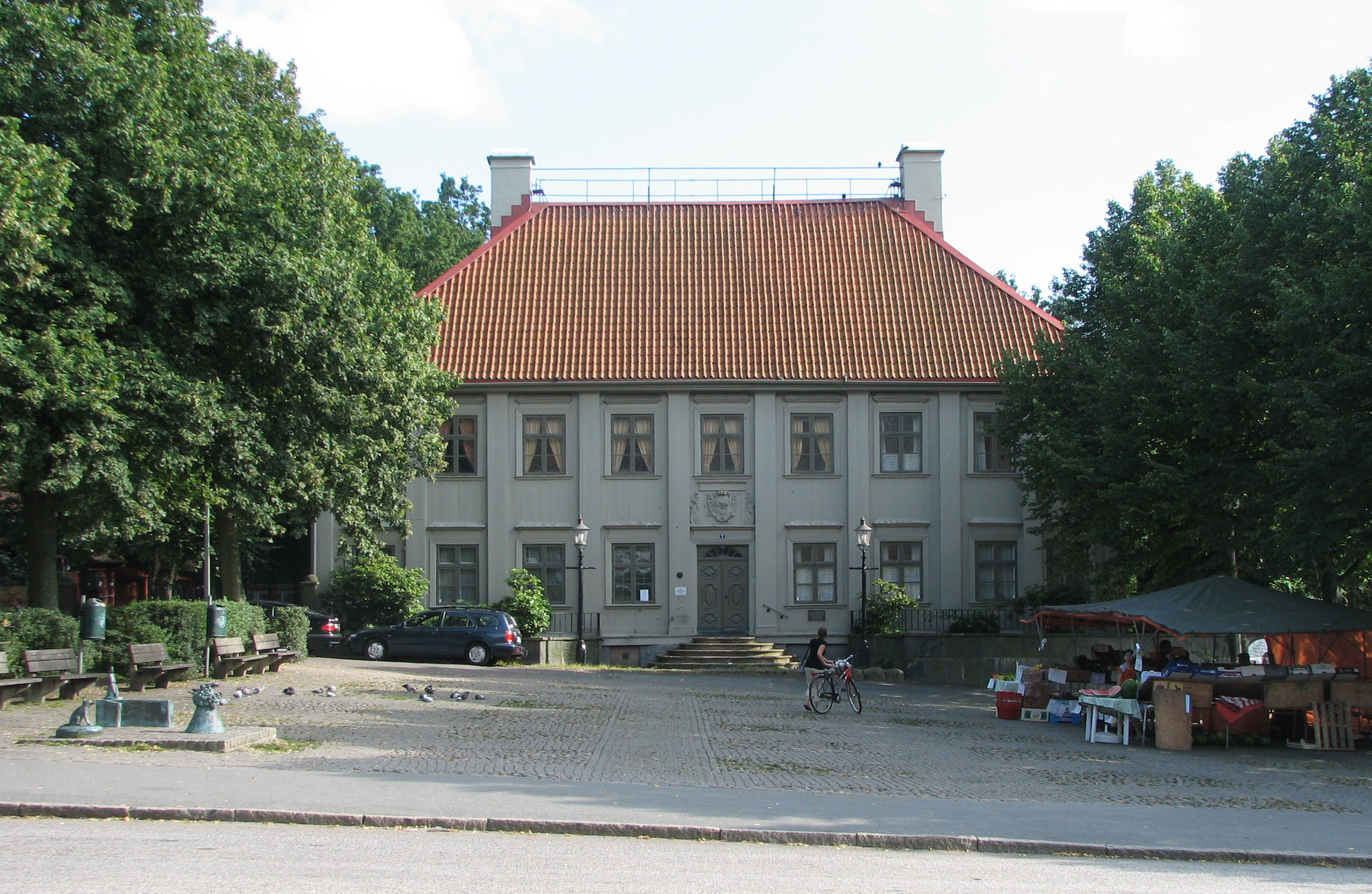
Gathenhielmska huset på Stigbergstorget.

Den första bosättningen i området upprättades runt 7700 f.Kr. och var belägen ungefär där Sannaskolan ligger idag. Boplatsen upptäcktes 1913 och är vad arkeologerna kallar en eponym boplats, vilket innebär att den gett upphov till namngivning av en hel tidsperiod eller en kultur, Sandarnakulturen. Vi vet genom utgrävningar att området kring den s.k Sannabacken varit bebott mellan ca. 7700 och 6300 f.Kr.
1400-talet och 1500-talet domineras av Älvsborgs fästning och Älvsborgs stad (se kronologi).
Majornas ursprungliga bebyggelse, när området väl fått namnet Majorna, går att spåra till de sju hus som var uppförda på det område som idag motsvarar Jaegerdorffsplatsen, eller strax norr om denna. Området kallades för "Lera" långt in på 1900-talet.
Majorna var en del av markerna som hörde till  kungsladugården på Älvsborgs slott och blev en del av Göteborg den 1 januari 1868 (egentligen Carl Johans församling) då hela kungsladugården överfördes från staten till Göteborgs stad, ett tillskott med 670 hektar. I juridiskt avseende hade majborna innan dess tillhört Sävedals härads domsaga och var då hänvisade till tingstället i Landvetter för sina tvister.

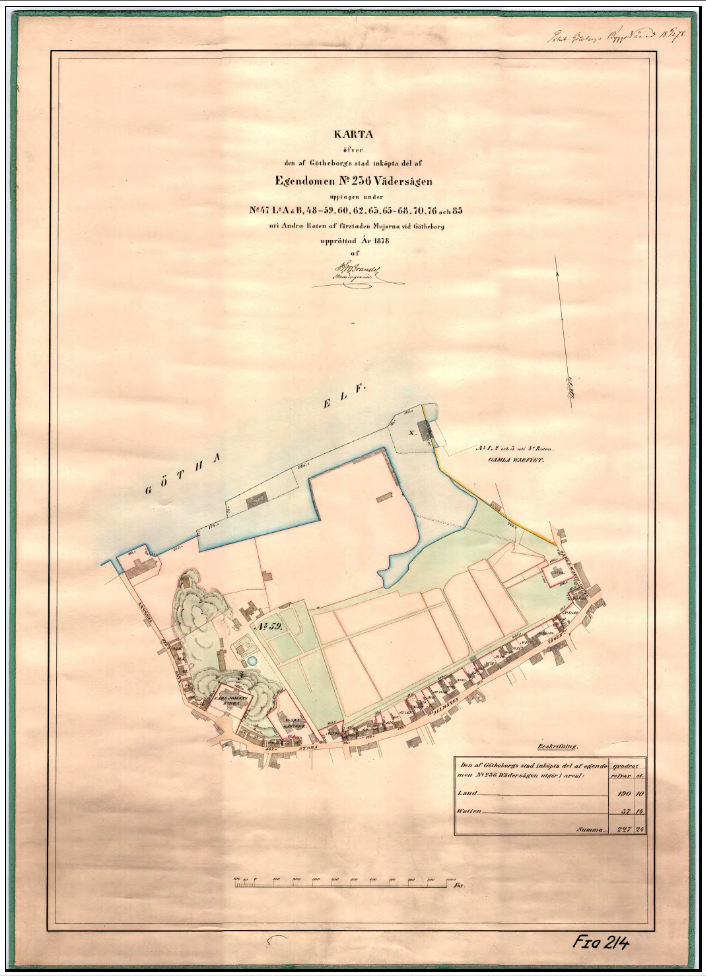
Karta över tomten Vädersågen från 1878. När vädersågen byggdes på 1720-talet var det troligen den främsta sågen av sin typ i Sverige.

Majornas ekonomiska historia kan indelas i perioder. Den så kallade "Slottsperioden" sträcker sig mellan 1360 och 1620. Därefter vidtar en nedgångsperiod som kan kallas "I skuggan av Göteborg". Ungefär runt 1750 sker en uppgång som var dominerad av sill och sjöfart. Främsta aktör inom sjöfarten var då Svenska Ostindiska Kompaniet. Runt 1820 vidtar en period av begynnande industrialisering, en period som avslutas 1868 när Majorna inkorporeras i Göteborg. Viktiga verksamheter har varit bland annat sillberedning/sillsalteri, trankokeri, sjöfart, skeppsbygge och skeppsreparation med därtill hörande verksamheter som repslageri, segeltillverkning och brädgårdar. Varvsverksamheten bestod av Gamla varvet och Vikens/Kustens varv. Det fanns också en vinddriven såg, den s.k. vädersågen. På 1700-talet tillverkades glas och det fanns ett grytgjuteri. Senare tillkommer ett sockerbruk och två bryggerier (Kronan och Carnegie). På 1900-talet var det fortsatt sjöfart representerat av bl.a. Svenska Amerikalinjen och Göteborgs fiskhamn. Stenalines tysklandsbåtar lägger fortfarande till i Majorna. Ett varumärke som länge utgjorde ett landmärke i Majorna var Fix, eller Fixfabriken. Den verksamheten varade mellan 1928 och 2007.

### Kyrklig indelning
I kyrkligt avseende hörde Majorna till Örgryte församling fram till 1786, då Majorna fick bilda en egen församling med namnet Mariebergs församling. Där grundades Mariebergskyrkogården år 1787, och ett hus vid kyrkogården användes som provisorisk kyrka. Sedan 1700 fanns en icke-territoriell församling, Kongliga Amiralitets-Warvsförsamlingen, för flottans personal i Majorna. År 1820 slogs dessa två församlingar ihop till en, vilket stadfästes 1824. Församlingen hette först Förenade Kustförsamlingen vid Göteborg, men fick 1828 – i samband med byggandet av Carl Johans kyrka – namnet Carl Johans församling. 
Den nybildade församlingen utgjorde annex under Örgryte fram till 1883, då den som eget pastorat blev ecklesiastikt förenad med Göteborg. Borgerligt hade området införlivats redan 1868. Vid den nya församlingsindelningen 1908 överflyttades i samband med den gamla Masthuggsförsamlingens uppdelning på olika församlingar vissa områden av Carl Johans församling till de nyreglerade Masthuggs och Oscar Fredriks församlingar.

### Inkorporering med Göteborg
Efter att Majorna 1847 fått handelsrättigheter i likhet med Göteborg, blev frågan om dess införlivning aktuell. Efter långa förhandlingar blev Carl Johans församling genom kungligt brev av den 1 februari 1867 och från 1 januari 1868, inkorporerat med Göteborgs Stad.
Majorna var förr en klassisk arbetarstadsdel, men hyser nu en mer blandad befolkning. Bebyggelsen utgörs dock fortfarande till stor del av så kallade landshövdingehus. Innan landshövdingehusen byggdes bestod Majorna av oplanerad träbebyggelse, rester av detta finns kvar i Kulturreservatet Gathenhielm.

## Kultur
Betydande kulturella etablissemang i Majorna är bl.a. Kulturhuset Oceanen, Musikens hus, Dockteatern Sesam, Engelska teatern och Röda Sten konsthall. Förutom Röda Sten finns Galleri Majnabbe, samt ett flertal mindre gallerier. I Majorna huserar också Sjöfartsmuseet och vid Sjömagasinet i Klippan finns Klippans Bruksbåtsförening. I Gamla sockerbruket ligger Konstnärernas kollektivverkstad, KKV.

## Sport
Fotboll representeras av Azalea BK, Kungsladugårds BK, Ösets BK och Sandarna BK. Fotbollsplaner utgörs av Sandarnas bollplan, Gröna vallen, Majvallen och Karl Johansplan. Majorna har också en genom tiderna mycket framgångsrik boxningsklubb, MBK.

## Politik
Majorna är en s.k. "röd stadsdel" och Vänsterpartiet (V) är störst i nästan alla valdistrikt. Exempelvis fick V 36,7% i Karl Johan vid valet 2022, i Hängmattan 29,8% och i Klareborg 44,3%. Näst störst i dessa tre distrikt var Socialdemokraterna (S) med 23,2%, 26,5% respektive 22,2%. Miljöpartiet (Mp) fick motsvarande 11,1%, 6,4% och 8,7% i dessa tre distrikt. Detta indikerar en stark övervikt för det s.k. vänsterblocket och resultatet är liknande i samtliga distrikt. De distrikt i Majorna där Vänsterpartiet inte var största största parti 2022 var Kungsten och Slottskogen, där istället Socialdemokraterna fick högst valresultat. I Kungsten, som skiljer sig, fick Moderaterna (M) 21,3% och M var det näst största partiet 2022.

## Biografer
Biografen Kaparen låg vid Stigbergstorgets västra del. Kaparen upphörde som biograf 1982 och blev postkontor 1984. Sedan blev det en Lidl-butik fram tills 2016 då de stängde för gott. Det var under en period även Coop-butik.
Fyren var en annan biograf vid Stigbergstorget, som startades 1943 och upphörde i mitten av 1980-talet och inhyser nu musikaffären Bengans samt ett café.
I området kring Stigbergstorget har även biograferna Eldorado (Stigbergsliden 20, 1904–1905), Majornas Kinematograf (Stigbergsliden 9, 1905–1906) samt Majornas Biografteater (Stigbergstorget 8, 1915–1937) funnits.
Vid Mariaplan låg biografen Röda Sten.

## Utbildning
- Mariebergs fattigfriskola – instiftades 1 augusti 1793 på initiativ av vice pastorn i Örgryte, Magnus Roempke. Skolan låg på Majberget till 1826, och startkapitalet var 95 riksdaler.
- Flicko-Slöjdskolan eller Carlgrenska skolan – vid Stigbergstorget. Skolan kom till tack vare grosshandlare Jonas Kjellberg på Storeberg i Tådene församling i Skara stift som 1826 skänkte 500 riksdaler till uppförandet av ett skolhus. Skolan skulle dana flickorna för det "husliga livets nyttiga verksamhet".
- Familjeföreningens flickskola – öppnades i mitten av januari 1866 med 41 elever, på initiativ från prosten Lindskog. Sigrid Rudebeck var den första föreståndarinnan. De första lokalerna hyrdes i ett stenhus vid Allmänna vägen, men i september 1870 stod ett nybygge klart vid Gamla Varvsgatan.[27]
- Karl Johansskolan – stod klar 1925 och ritades av göteborgsarkitekten Gunnar Asplund.[28] Den är en grundskola (F–6) med cirka 650 elever (2022) belägen vid Amiralitetsgatan.[29]
- Majornas kommunala flickskola – vid Karl Johansgatan 16, uppstod 19 mars 1936 då Göteborgs stad övertog Majornas elementarläroverk för flickor (startat på hösten 1862) och ombildade denna till en kommunal flickskola.[30]
- Karl Johans folkskola – vid Karl Johans torg, uppfördes 1925 efter ritningar av Gunnar Asplund.[31]
- Djurgårdsskolan - ligger i hörnet av Djurgårdsgatan och Amiralitetsgatan.
- Majornas högre allmänna läroverk - vid Amaralitetsgatan öppnade 1862 och är idag kommunalt vuxengymnasium.
- Klippans skola från 1850-talet är ritad av Adolf W. Edelsvärd.
- Småbarnsskolan - i hörnet av Såggatan och Karl Johansgatan.
- Kungsladugårdsskolan och Sannaskolan ligger utanför primärområdet i Kungsladugård respektive Sandarna.

## Kyrkobyggnader
- Carl Johans kyrka (Svenska kyrkan).
- Sankta Birgittas kapell vid Klippan (Svenska kyrkan).
- Sankt Matteus kapell, i nationalromantisk stil, ligger på Västra kyrkogården (uthyrd till Rumänsk-ortodoxa kyrkan).
- Matteuskyrkan ligger i hörnet Djurgårdsgatan och Allmänna vägen. (Evangeliska frikyrkan/Svenska kyrkan)
- Gamla varvskyrkan finns inte kvar, men dess kyrkogård heter idag Djurgårdskyrkogården.
- Mariebergskapellet ligger inne på Mariebergs kyrkogård.
- Sjömanskyrkan ligger vid Stigbergstorget (Svenska kyrkan).
- Majornakyrkan ligger på Chapmans torg (Equmeniakyrkan)
- Kungsladugårdskyrkan ligger på Majgatan 2.
- Pater Nosterkyrkan ligger på Såggatan, men är sedan 2014 en förskola.
- Sankt Markus och Sankt Lukas kapell ligger båda inne på Västra Kyrkogården.

## Byggnadsminnen
Inom stadsdelen finns det tre byggnadsminnen (BM):
- Gathenhielmska huset
- Olsonska gården
- Taubehuset

Som skyddsvärd får även betecknas Villa Majviken på Majnabbeberget, med en ålder från minst mitten av 1800-talet. Enligt bevarandeplanen för Göteborg skyddas villan. Villan ägs av Göteborgs stad via Higab.

## Rotar och kvartersnamn

Karta över Majornas rotar 1923

År 1850 bestod Majorna av sex rotar:
- 1:a roten – "börjar vid Röda Sten och följer vägen åt höger till Majbergsliden"
- 2:a roten – "börjar vid Kusten och följer vägen åt venster till skeppsvarfvet Viken"
- 3:e roten – "börjar vid Majbergsliden och följer vägen åt höger till Gamla Reparebanan"
- 4:e roten – "börjar vid skeppsvarfvet Viken och följer vägen åt venster till Stigbergsliden"
- 5:e och 6:e rotarna – "börja vid gamla Reparebanan och följa vägen till höger samt upptaga Masthuggsbergen och en del af Breda Vägen".[34]

Från 1923 består Majorna av fyra rotar, som var och en är en stadsdel. Majorna är alltså ett samlingsnamn för dessa: Majornas 1:a rote, 2:a rote, 3:e rote och 4:e rote med stadsdelsnummer 20, 21, 22 och 23. De fyra rotarna har en areal på 65, 80, 68 respektive 17 hektar, totalt 230 hektar.

### Rote 1/stadsdel 20
- Kvarter 1 Frigången
- Kvarter 3 Kungsgården
- Kvarter 4 Fredrikslund
- Kvarter 5 Bränneriet
- Kvarter 8 Glasbruket
- Kvarter 9 Silverkällan
- Kvarter 23 Freden
- Kvarter 24 Vulkanen
- Kvarter 25 Harmonien
- Kvarter 26 Majlyckan
- Kvarter 27 Källan
- Kvarter 28 Marieberg
- Kvarter 29 Regnbågen
- Kvarter 30 Bellona
- Kvarter 31 Barbariet
- Kvarter 32 Gulläpplet
- Kvarter 33 Blåsut
- Kvarter 34 Bergsklyftan
- Kvarter 35 Sällheten
- Kvarter 36 Vapendragaren
- Kvarter 37 Herdehyttan
- Kvarter 38 Långemossen
- Kvarter 40 Älvsborg

Kvarter tillkomna efter 1923
- Kvarter 41 Jaegerdorff
- Kvarter 43 Björneborg
- Kvarter 44 Banelyckan
- Kvarter 45 Ekedalen
- Kvarter 46 Luftmaskinen
- Kvarter 49 Sjustjärnan[36]
- Kvarter 51 Grenen
- Kvarter 52 Kvisten
- Kvarter 53 Bladet
- Kvarter 54 Lövet
- Kvarter 55 Barret
- Kvarter 56 Saven
- Kvarter 57 Veden
- Kvarter 58 Trädet
- Kvarter 59 Busken
- Kvarter 60 Riset
- Kvarter 61 Nävern
- Kvarter 62 Splinten
- Kvarter 63 Nattmannen
- Kvarter 64 Banehagen
- Kvarter 65 Svanebäcken
- Kvarter 66 Morgonstjärnan
- Kvarter 67 Stenhyddan

### Rote 2/stadsdel 21
- Kvarter 1 Reparebanan
- Kvarter 2 Hästhagen
- Kvarter 3 Sågängen
- Kvarter 4 Hoppet
- Kvarter 5 Ankaret
- Kvarter 6 Slintin
- Kvarter 7 Segelvävaren
- Kvarter 8 Oktanten
- Kvarter 9 Sextanten
- Kvarter 10 Vädersågen
- Kvarter 12 Kyrkberget
- Kvarter 13 Fredrikshamn
- Kvarter 14 Majviken
- Kvarter 15 Maj Nabbe
- Kvarter 16 Förnöjsamheten
- Kvarter 17 Bellevue
- Kvarter 18 Varvet Kusten
- Kvarter 19 Fryshuset

Kvarter tillkomna efter 1923
- Kvarter 20 Trålen
- Kvarter 21 Kusten
- Kvarter 22 Disponenten
- Kvarter 23 Fiskhamnen
- Kvarter 24 Villa Majviken

### Rote 3/stadsdel 22

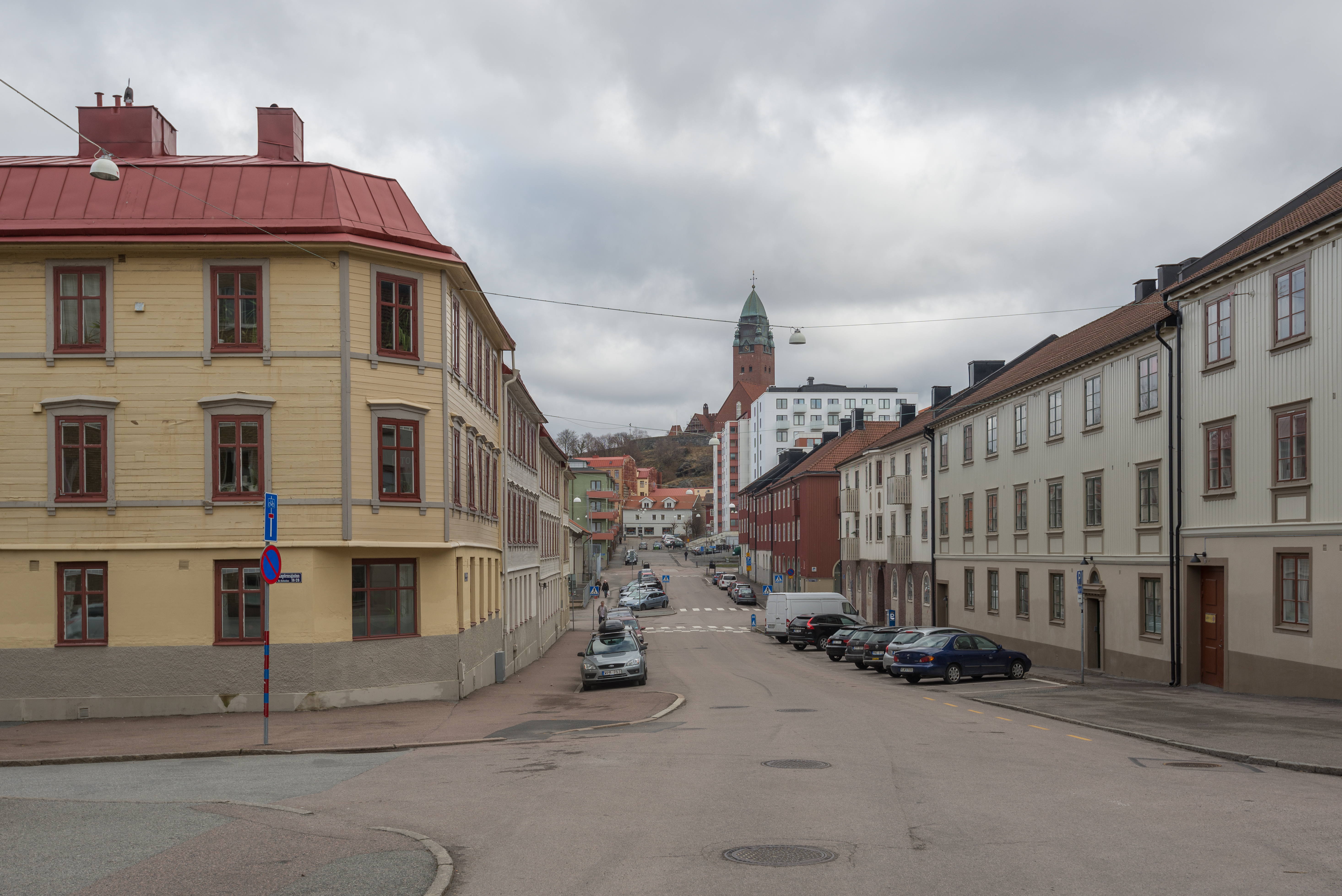
Amiralitetsgatan med kvarteret Kolumbus till vänster och kvarteren Saturnus, Pallas och Vita Björn till höger. I bakgrunden Masthuggskyrkan.

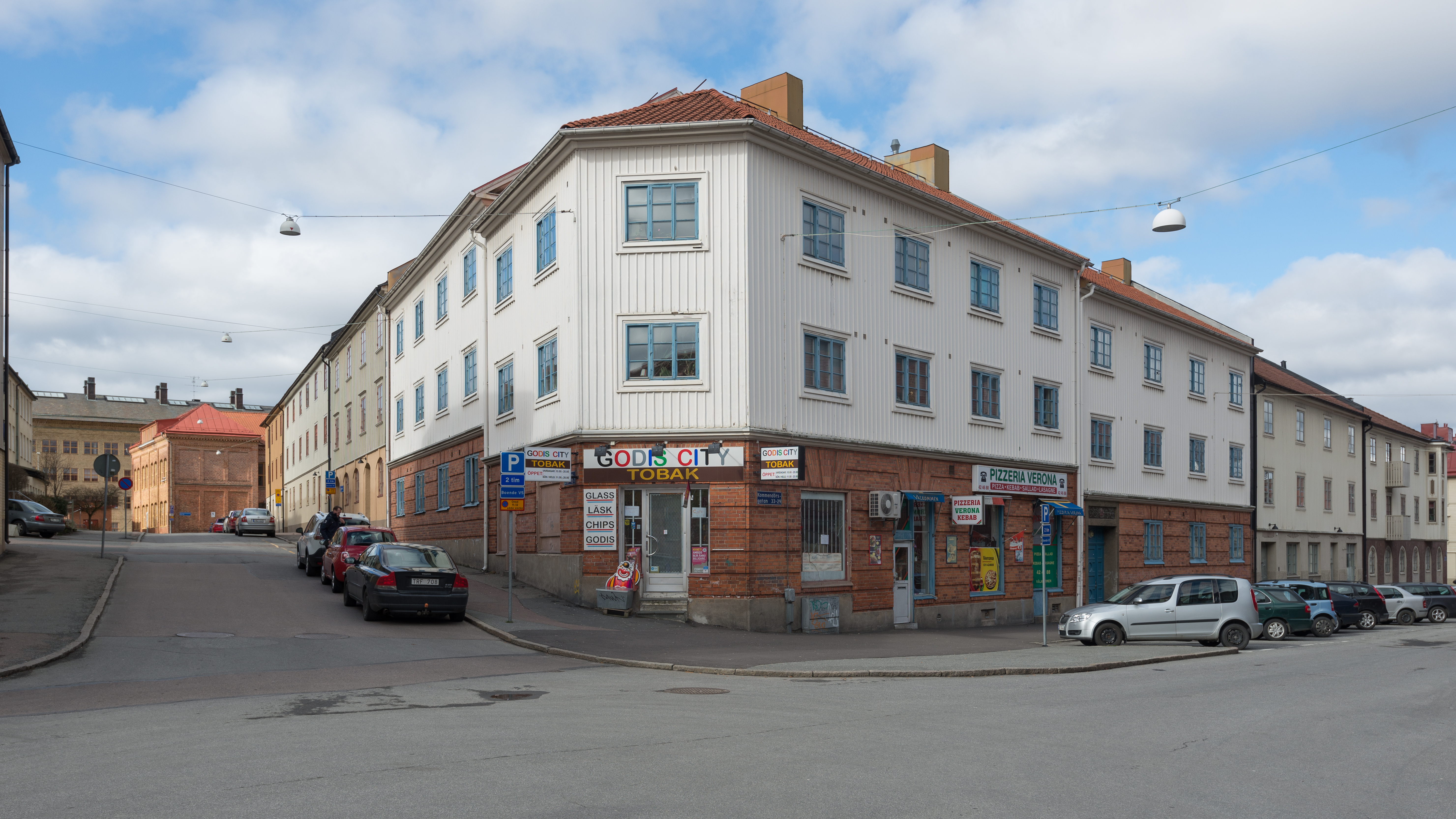
Kvarteret Saturnus sedd från Kommendörsgatan i korsningen med Koopmansgatan. I bakgrunden Karl Johansskolan.

- Kvarter 1 Gathenhielm
- Kvarter 2 Fröjdenborg
- Kvarter 3 Vita Björn
- Kvarter 4 Pallas
- Kvarter 5 S:t Göran
- Kvarter 6 Kolumbus
- Kvarter 7 Saturnus
- Kvarter 8 Pluto
- Kvarter 9 Karon
- Kvarter 10 Enhörningen
- Kvarter 11 Apollo
- Kvarter 12 Eskulapius
- Kvarter 13 Jordklotet
- Kvarter 14 Lyran
- Kvarter 15 Valakiet
- Kvarter 16 Vagnborgen
- Kvarter 17 Kabyssen
- Kvarter 18 Klareborg
- Kvarter 19 Kärret
- Kvarter 20 Arkliet
- Kvarter 21 Knipelyckan
- Kvarter 22 Oljekvarnen
- Kvarter 23 Standaret
- Kvarter 24 Lägret

Kvarter tillkomna efter 1923
- Kvarter 25 Bergslätt
- Kvarter 26 Apelles
- Kvarter 27 Godhem
- Kvarter 28 Minnet
- Kvarter 29 Glömskan
- Kvarter 30 Fanan
- Kvarter 31 Flaggan
- Kvarter 32 Kabelgattet
- Kvarter 33 Solvisaren
- Kvarter 34 Kohagsängen
- Kvarter 35 Polstjärnan
- Kvarter 36 Diket
- Kvarter 37 Hagen
- Kvarter 38 Backen
- Kvarter 39 Ängen
- Kvarter 40 Hålekärr
- Kvarter 41 Åkern
- Kvarter 42 Morgonrodnaden
- Kvarter 43 Aftonstjärnan
- Kvarter 44 Hålan
- Kvarter 45 Djurgården
- Kvarter 46 Dalgången
- Kvarter 47 Passet
- Kvarter 48 Älghult
- Kvarter 49 Grankotten
- Kvarter 50 Godhemsbergen
- Kvarter 52 Hälleberget

### Rote 4/stadsdel 23

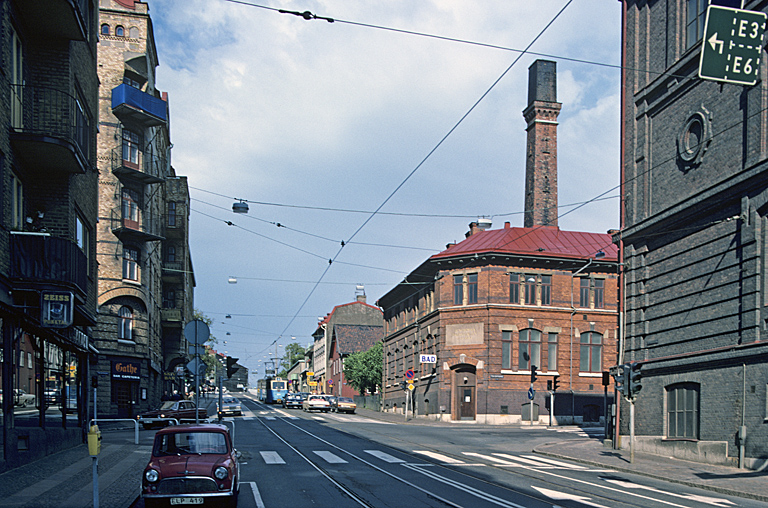
Tidigare badhuset vid korsningen av Karl Johansgatan och Djurgårdsgatan, invigt 1892. Bilden troligen från 1970-talet.

- Kvarter 1 Amiralitetet
- Kvarter 2 Gamla Varvet
- Kvarter 3 Bläsan
- Kvarter 4 Bagaren
- Kvarter 5 Henriksberg[37]

Kvarter tillkomna efter 1923
- Kvarter 6 Lyckansberg
- Kvarter 7 Solon
- Kvarter 8 Fritiden

## Diverse

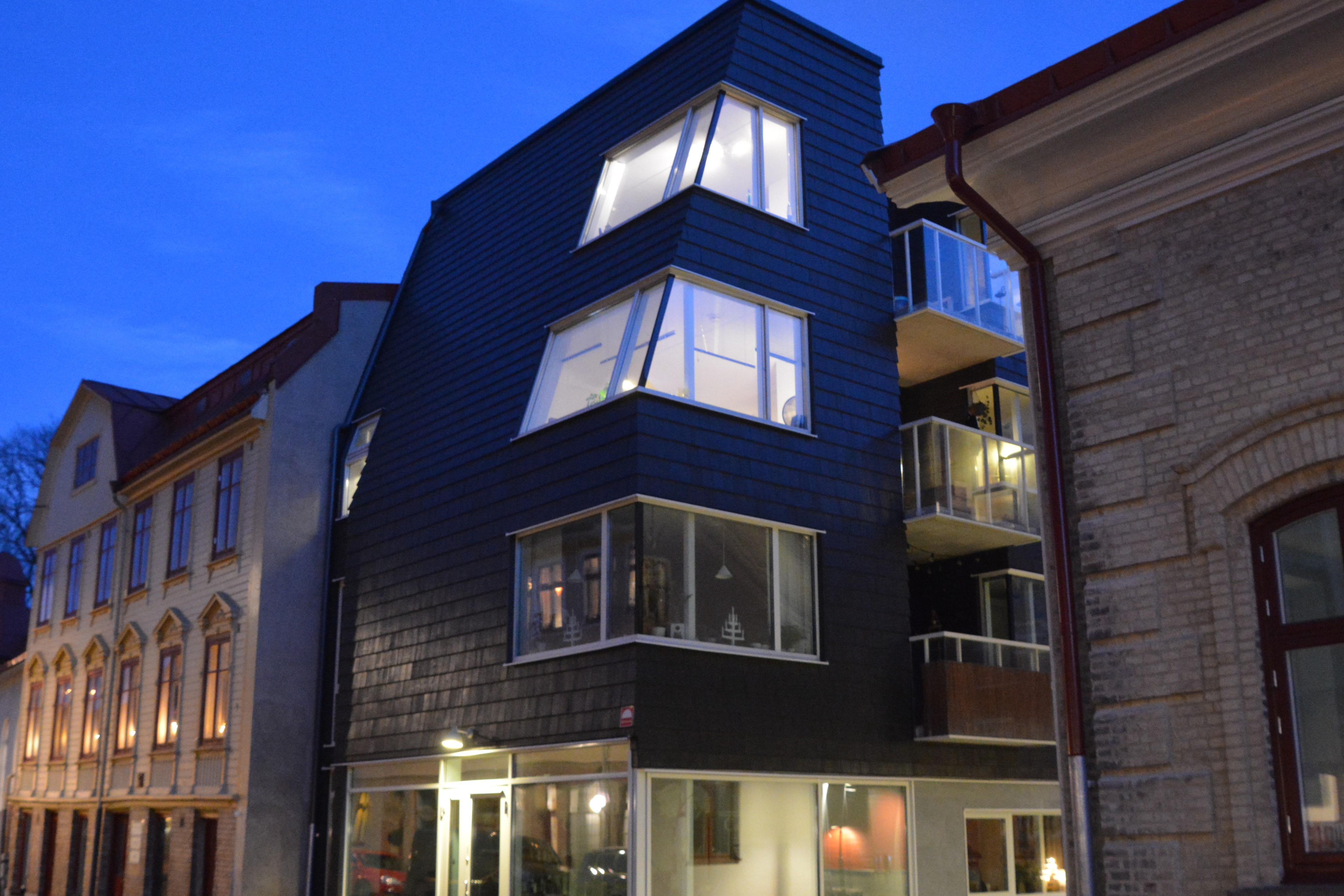
Åhmanssonska gården, gammal och ny bebyggelse vid Allmänna vägen

- Skiljostenen även Klåvstenen var en 1,8 meter hög, gammal gränssten på platsen för nuvarande Stigbergsliden 14, som skulle markera gränsen mellan Göteborg och dåvarande Örgryte landskommun (den del av Örgryte som utgjordes av Carl Johans församlings geografiska domäner införlivades med Göteborg 1868). Stenen sprängdes bort på 1860-talet då Stigbergsliden skulle läggas om.[38]
- Negerbyn var öknamnet på ett område med nödbostäder vid korsningen av Bruksgatan och Ostindiegatan som staden byggde på 1910-talet för att lindra den värsta bostadsnöden.[39]
- På 1870-talet inrättade Göteborgs stad avgiftsfria badhus vid Bläsan, Sågen, Kustgatans ångbåtsbrygga och Klippan. Badhusen hade ett par meter höga brädväggar som skydd vid sidorna, men saknade tak och var byggda som fyrkantiga pråmar med spjälor i botten samt var förtöjda vid pålverk eller bryggor. De hade var sin väktare eller vakterska, som körde ut karlar och pojkar, när kvinnornas badtider skulle börja, och tvärtom.[40]
- Det fanns en fyr på Gråberget, i folkmun kallad "Långemossens fyr" eller "Gråbergsfyren". Det officiella namnet var "Carnegieska Bruket övre". Den bildade, tillsammans med fler fyrar, en enslinje för sjöfarande som gick in i Göteborgs hamn. Fyren uppfördes 1880 och ersattes 1967 av en 36 meter hög järnkonstruktion, som numera är borta.[41]
- Majornas Gasverk, uppfördes 1865 av den engelske ingenjören Henry Beatley och låg granne med Majornas Småbarnsskola i hörnet av Allmänna Vägen och Sågallén (senare Såggatan). Snart fanns det femtio gaslyktor i stadsdelen, men redan året därefter gick gasverket i konkurs. Göteborgs Stad köpte anläggningen 1879 och lade ner verksamheten.[42]
- Fiskerimässan i Majorna 1923 pågick 8–15 juli i samband med Jubileumsutställningen i Göteborg. Mässan höll till i Majornas Elementarläroverk för flickor vid Karl Johansgatan 16 där man disponerade hela skolbyggnaden samt skolgården. Redaktör Ernst Hörman var kommissarie och sekreterare för Fiskerimässan. Två av skolans salar var utrustade till restauranger, där endast fisk serverades. På skolgården visades dammar med fiskodlares foreller och annat. Mässan lockade 100 utställare, varav fyra kom från utlandet. Entréavgiften var 50 öre.[43]

## Händelser i Majorna –kronologi
1300
- 1366 omnämns Älvsborgs fästning för första gången i en skriftlig källa.

1400
- 1436 erövras Älvsborg av upprorsmän under det s.k. Engelbrektsupproret.

1500
- 1502 bränns Älvsborg ner av danskarna. Borgen var då byggd i trä.
- 1547  flyttas Nya Lödöse till älvmynningen på order av Gustav Vasa, varpå Älvsborg stad uppstår.
- 1570 fastställs Älvsborgs första lösen i och med fördraget i Stettin.

1600
- 1612, den 22 maj erövras Älvsborg av danskarna under Kalmarkriget. Året innan hade Karl IX:s Göteborg brännts av danskarna.
- 1613 bestäms Älvsborgs andra lösen genom fredsfördraget i Knäred.
- 1619 lämnar danskarna Älvsborg.

- 1660 tas beslut om att Älvsborg skall raseras. Detta år grundas också Gamla varvet.

1700
- 1700 anlades Nya Varvet.
- 1706, 28 juni – 1706 den 28 juni besökte den lärde teologen Erik Benzelius d.y. Göteborg, och bjöds på en tur till Nya Älvsborg.[44]
- 1717 överfördes Gamla Varvet till Lars Gathenhielm.
- 1722, 10 april fick Ingela Gathenhielm i ett privilegiebrev, tillstånd att uppföra det repslageri som fått ge namn åt Bangatan i Majorna. Tomten för anläggandet var på 720 x 55 alnar.[45]
- 1723 ansökte direktör Jacob von Utfall (1715–1791) om att få bygga en väderkvarn i Majorna, och 1724 fick han köpa hela det område som kallades Hästhagen. På det som blev Sågberget byggde han sin "Wädersåg".
- 1732, 9 februari – den förste ostindieferaren, Fredericus Rex Sueciae, avseglar till Kanton. Fartyget återkom i augusti 1733.
- 1762 inleds industrialiseringen av Klippan genom att köpmännen Peter Bagge och Samuel Schulz fick tillstånd att anlägga ett glasbruk vid Älvsborg. Bruket flyttades 1803.
- 1764 – Ett grytgjuteri anläggs av Johan Cahman vid Röda sten.
- 1774 ansökte Carl Bagge och Chapman om att få anlägga ett varv i Majorna. Det fick namnet Wikens Varv.
- 1775 – Sjömagasinet uppförs, och 1804 gjordes det om till tygbod.
- 1790 – Mariebergs kyrka byggdes, belägen vid begravningsplatsen med samma namn (invigd 1787).
- 1793, 1 augusti – Fattigfriskolan i Mariebergs annexförsamling instiftades, med plats för 30 elever.[46]

1800
- 1805 fick Jonas Klint tillstånd att bygga ett repslageri, beläget vid nuvarande Slottsskogsgatan.
- 1813 köpte staden Ostindiska Kompaniet med hamnegendomen vid Klippan och hälften av Ostindiska huset.
- 1817 – Porter börjar bryggas vid Klippan av Abraham Robert Lorent, en verksamhet som senare togs över av David Carnegie den yngre. Idag är ölet känt som Carnegie porter.
- 1820 – elden kom lös vid Gamla Varvet. Mariakyrkan och flera andra byggnader, brann ned.
- 1821 anlade Carl Fredrik Kjellberg ett segeldukväveri vid Majnabbe.
- 1824 lades grundstenen till Carl Johans kyrka.
- 1825 köpte Ambrosius Landgren Gamla Varvet på auktion.[47]
- 1826, 3 december – Carl Johans kyrka invigs, efter ritningar av major Fredrik Blom, Stockholm.
- 1834, 26 juli – timmerman Anders Ryberg på Majberget och dennes hustru, blir de första offren för koleran i Majorna.[48]
- 1850 – en brand rasar och ett tiotal hus i området "Fyrkanten" vid Stigberget omfattas.
- 1859 – 71 hus och ett antal gårdsbyggnader eldhärjas
- 1860 – befolkningen uppgår till 8 894 personer.
- 1862, 29 augusti – Majornas tvåklassiga elementarläroverk invigs, beläget vid Djurgårdsgatan.
- 1862 – en storbrand gör 363 personer hemlösa
- 1864 – Majornas första gasverk för gatubelysning startar vi korsningen mellan Såggatan och Karl Johansgatan, verksamheten pågår till 1879 då Göteborgs gasverk tar över.
- 1865 – Antalet krogar i Majorna uppgick till tjugo.
- 1868, 1 januari – Majorna införlivas med Göteborgs Stad.
- 1875, 15 maj – i en liten lokal vid Surbrunn, vid Järntorget, öppnas ett "läsrum för sjömän" det som skulle komma att bli Sjömanskyrkan som idag ligger vid Stigbergstorget.
- 1886 – Majornas flickskola invigs, vid Karl Johansgatan 16. Arkitekt var C Fahlström, och slutkostnaden 118 700 kronor.[49]
- 1887 i februari – På Gråbergsgatan bodde "Grågubben" Karl Johan Wetterlind, som i samband med en belägring sköt ihjäl flera personer. Händelsen blev känd i hela landet som det "Wetterlindska dramat".[50]
- 1891 – Bryggeriet Kronan grundas. Byggnaden i Hängmattan på Karl Johansgatan finns kvar än idag.
- 1895 – vid Karl Johansplatsen uppförs ett nytt läroverk, Västra Realskolan, för 500 elever.

1900
- 1904, 1 oktober – Apoteket Hvalen öppnas vid Karl Johansgatan 57 i Majorna.[51][52]
- 1910, 17 september – Stigbergskajen invigs. Arbetet påbörjades i maj 1906. Kostnad, drygt 1 miljon kronor.[53] Detta år invigs också Göteborgs fiskhamn.
- 1911, 15 februari – Bark & Warburgs snickerifabriker vid dåvarande Majviken (ungefär vid Stena Lines tysklandsterminal)[54] brinner ned till grunden; gamla fabriksbyggnaden och upplag samt den nya fabriksbyggnaden vid älven. Hundratals personer miste sin sysselsättning och värden för hundratusentals kronor gick till spillo.[55]
- Svenska Amerikalinjen startar och det första fartyget avseglar mot New York den 11 december.
- 1916, 5 mars – ett stort ras drabbade Stigbergskajen, då ett cirka 8 000 m² stort område rasade ner i älven och skapade en stupkant på 8 meter.[56]
- 1959 – startskottet för de omfattande rivningarna i Göteborg. Gröna Gatan-området totalsaneras, trots en för tidsperioden omfattande opinion emot. I Majorna kom sedan saneringarna att pågå fram till mitten av 1980-talet.

2000

## Nyckeltal

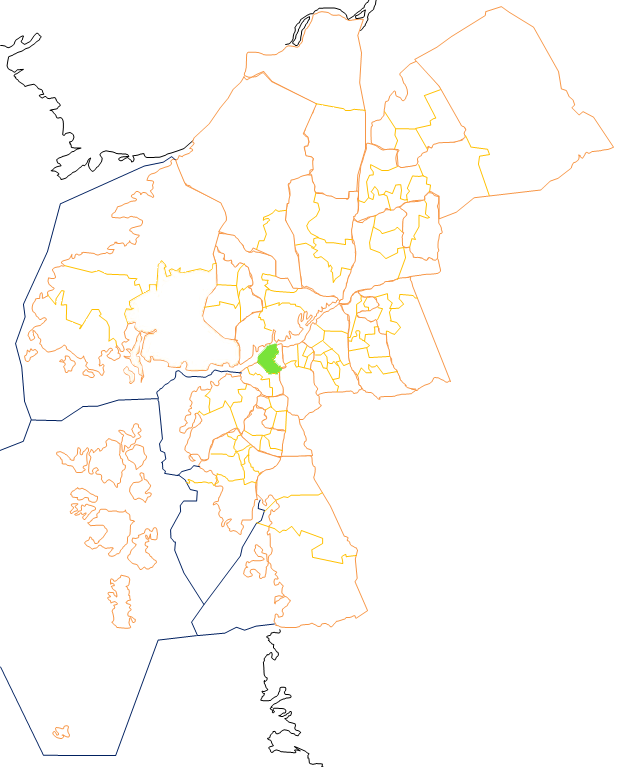
Primärområdet Majorna

Nyckeltalen redovisar statistik som beskriver Göteborg och dess 96 delområden, primärområden, per den 31 december och kan användas för att jämföra de olika områdena. Nedan redovisas uppgifter för primärområdet och jämförelse görs mot uppgifterna för hela kommunen.
|                                                           | Majorna    | Hela Göteborg |
| --------------------------------------------------------- | ---------- | ------------- |
| Folkmängd                                                 | 10 914     | 587 549       |
| Befolkningsförändring 2020–2021                           | +73        | +4 493        |
| Andel födda i utlandet                                    | 16,9 %     | 28,3 %        |
| Andel utrikes födda eller med två utrikes födda föräldrar | 21,6 %     | 38,1 %        |
| Medelinkomst                                              | 330 500 kr | 332 400 kr    |
| Arbetslöshet                                              | 5,1 %      | 6,6 %         |
| Antal ersatta dagar från F-kassan per person (16-64 år)   | 24,0       | 19,5          |
| Andel med eftergymnasial utbildning (minst 3 år)          | 47,0 %     | 37,9 %        |
| Andel bostäder före 1941                                  | 25,5 %     |               |
| Andel bostäder i allmännyttan                             | 38,1 %     | 25,9 %        |
| Antal färdigställda bostäder 2021                         | 52         |               |
| Andel bostäder i småhus                                   | 0,1 %      | 18,3 %        |

## Stadsområdes- och stadsdelsnämndstillhörighet
Primärområdet tillhörde fram till årsskiftet 2020/2021 stadsdelsnämndsområdet Majorna-Linné och ingår sedan den 1 januari 2021 i stadsområde Centrum.

## Kända personer från Majorna
- C.R.A. Fredberg, majpojk, historiker och författare till standardverket Det gamla Göteborg).
- Lars Hanson, skådespelare och klassisk filmcharmör
- Kent Andersson, skådespelare. Född och uppväxt i Rambergsstan på Hisingen. Bodde sina sista år i Majorna.
- Bo Högberg, boxare, uppvuxen i Majorna.
- Arne Hegerfors, sportkommentator född i Majorna.
- Lars Brandeby, skådespelare.
- Frank Baude, murare, kommunistisk politiker
- Georg Rydeberg, skådespelare.
- Sofia Pekkari, skådespelerska, uppvuxen i Majorna.
- Roffe Ruff, rappare, född i Majorna.
- Jenny Nyström, konstnär och illustratör, flyttade till Majorna som åttaåring.
- Kapten Röd (Björn Nilsson), reggae och dancehall-artist, född i Majorna.
- Joel Alme, artist
- Maj Karlsson, riksdagsledamot för Vänsterpartiet.
- Ivar Arpi, skribent, författare och debattör.
- Gunnar Gren, fotbollsspelare
- Eino Hanski, ryskfödd svensk-finsk författare som bodde på Pölgatan under en längre tid.

## Bilder

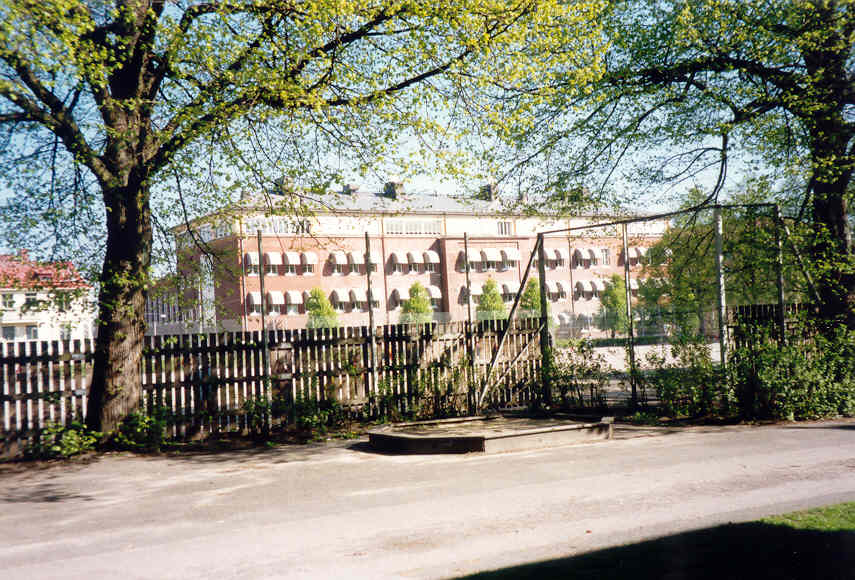
Majornas vuxengymnasium, sommaren 2000.
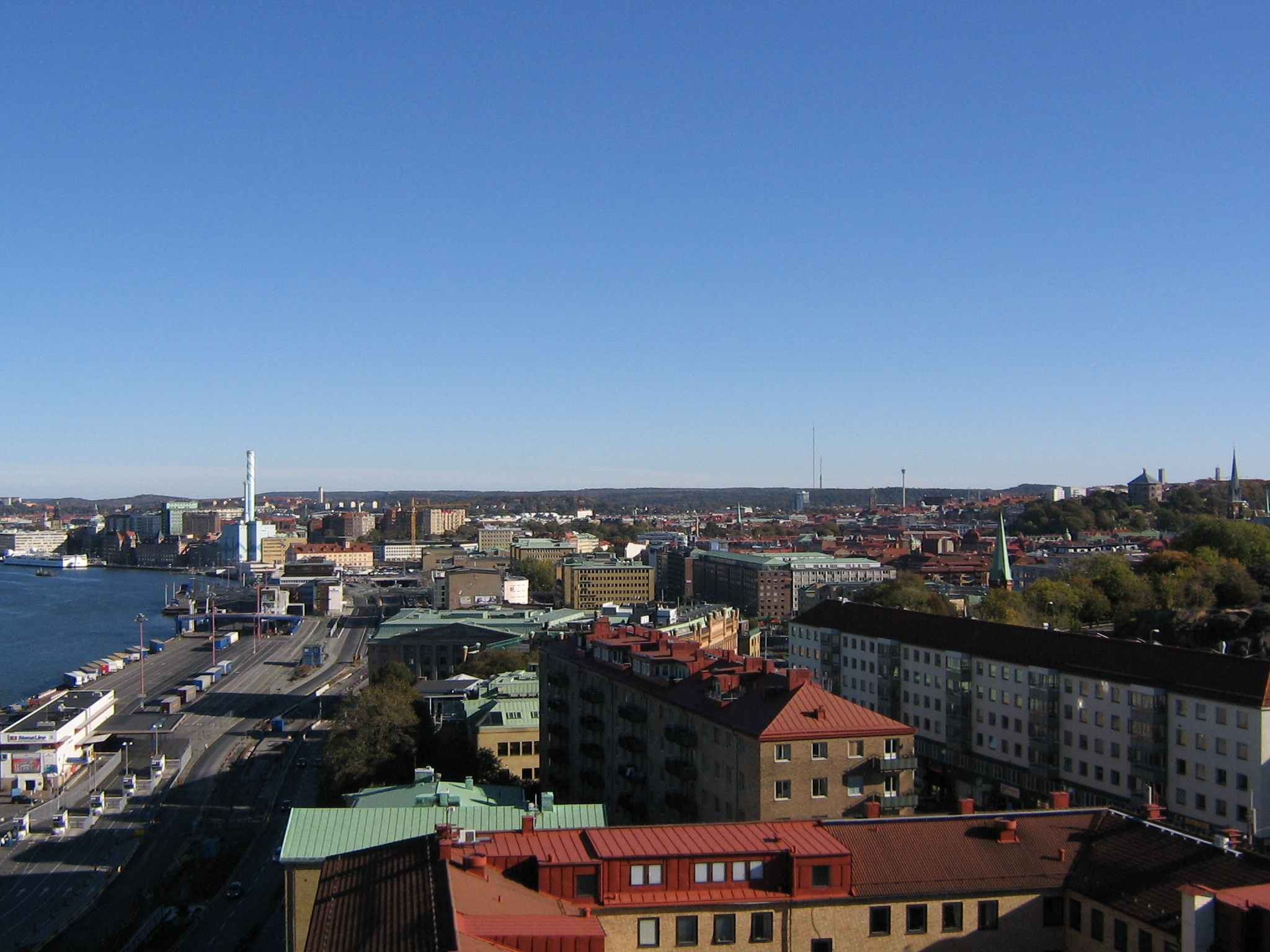
Göteborgsvy från tornet vid Sjöfartsmuseet i Majorna
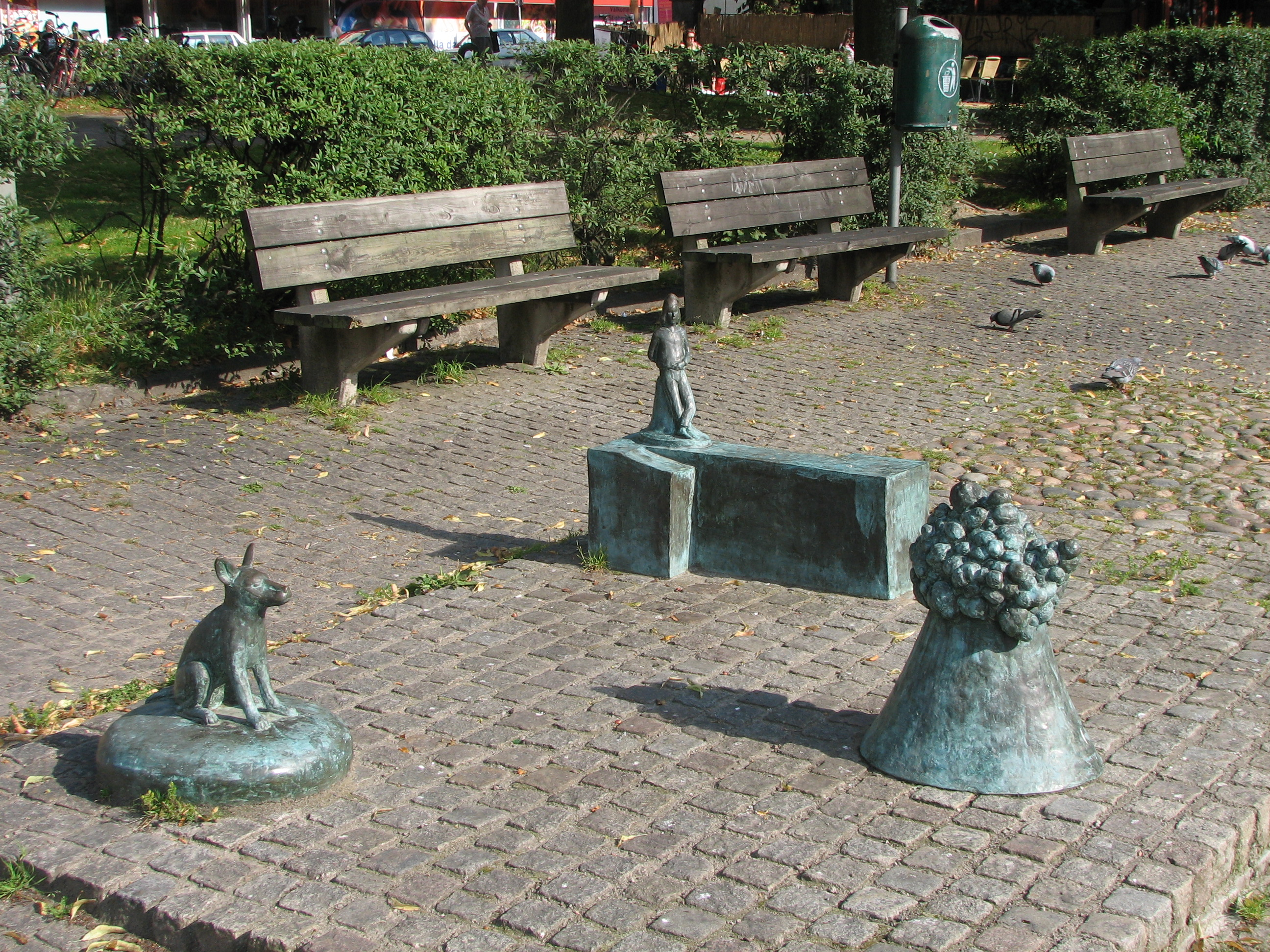
Skulpturgruppen Ett segelfartyg sover i hamnen av skulptören Bianca Maria Barmen på Stigbergstorget.
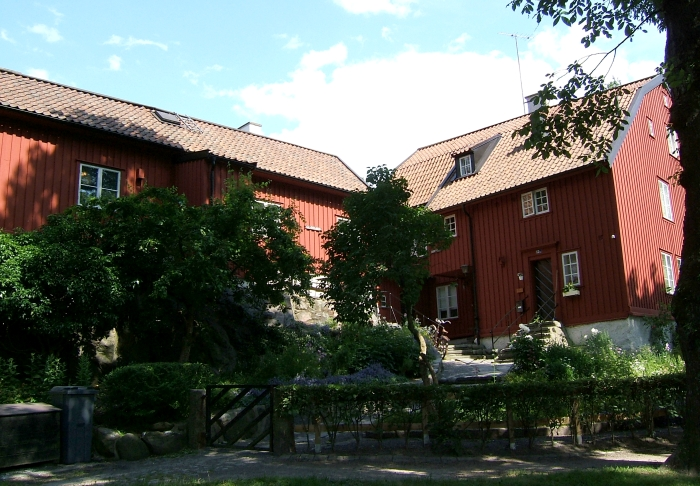
Gathenhielmska reservatet sett från Djurgårdsgatan